# Clarafond-Arcine
Clarafond-Arcine is een gemeente in het Franse departement Haute-Savoie (regio Auvergne-Rhône-Alpes). De plaats maakt deel uit van het arrondissement Saint-Julien-en-Genevois. Clarafond-Arcine telde op 1 januari 2022 1.053 inwoners.
In 1973 werd de gemeente Arcine een commune associée van Clarafond. In 2006 volgde de fusie en werd de naam van de gemeente gewijzigd in Clarafond-Arcine.

## Geografie
De oppervlakte van Clarafond-Arcine bedroeg op 1 januari 2022 16,88 vierkante kilometer; de bevolkingsdichtheid was toen 62,4 inwoners per km².

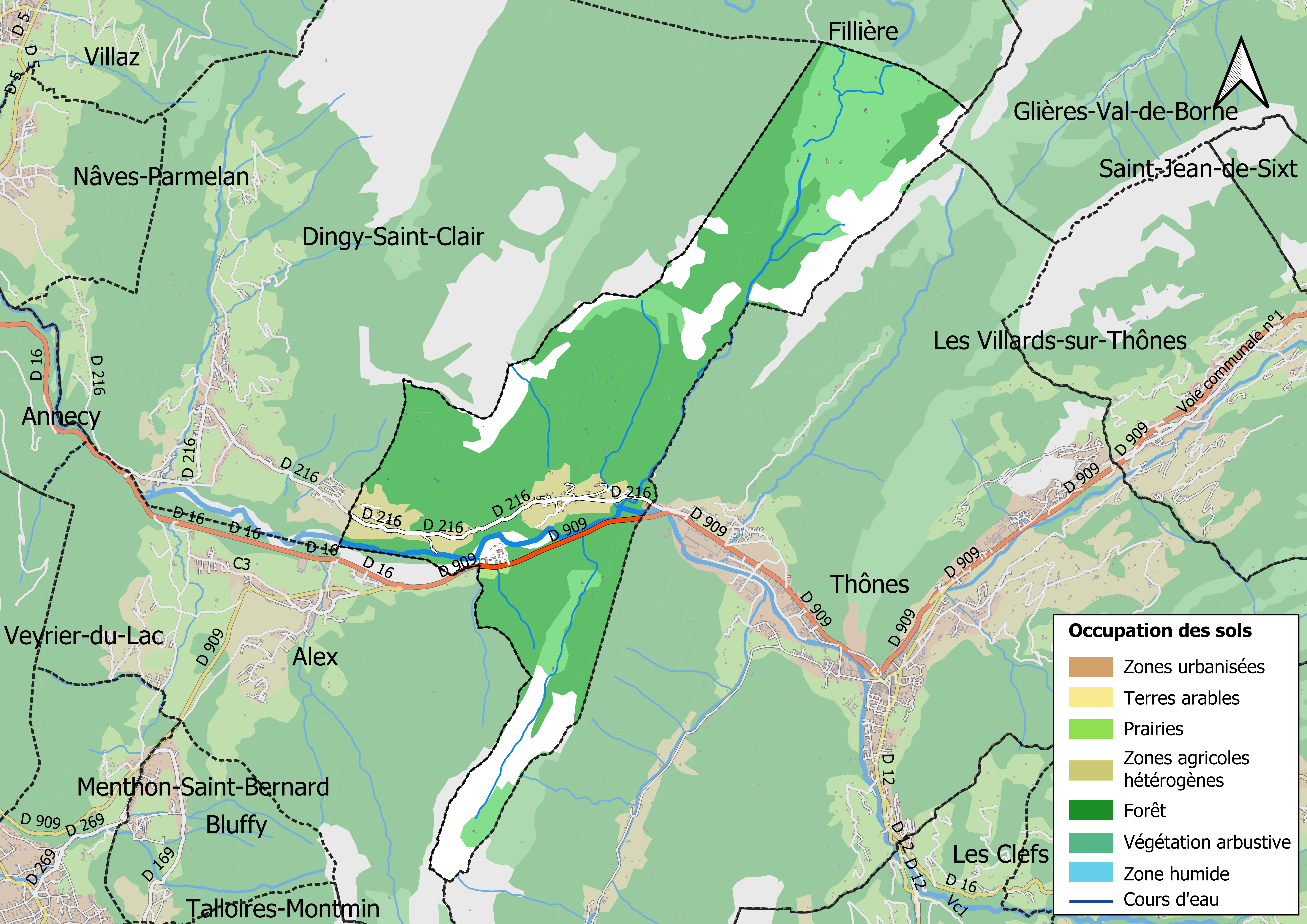
Kaart van de gemeente met de belangrijkste infrastructuur, bodemgebruik en omliggende gemeenten

## Demografie
Onderstaande figuur toont het verloop van het inwonertal (bron: INSEE-tellingen).